# Salix (Iowa)
Pour les articles homonymes, voir Salix (homonymie).
Salix est une ville, du comté de Woodbury en Iowa, aux États-Unis. Elle est incorporée le 19 avril 1893.

## Source de la traduction
- (en) Cet article est partiellement ou en totalité issu de l’article de Wikipédia en anglais intitulé « Salix, Iowa » (voir la liste des auteurs).